# Eublemma flavibasis
Eublemma flavibasis là một loài bướm đêm trong họ Erebidae.